# Eulalia av Mérida
Eulalia av Mérida (Olalla, Aulaire), född omkring 292 i Mérida, Spanien, död 10 december 304 i Mérida, var en romersk kristen flicka som led martyrdöden under kejsar Diocletianus kristendomsförföljelse. Det finns andra uppgifter som anger hennes martyrium till kejsar Decius tid (249–251). Hon vördas som helgon inom Romersk-katolska kyrkan och är skyddshelgon för Mérida, Oviedo och Totana. Hennes minnesdag firas den 10 december.

## Biografi
Eulalia föddes i en förnäm kristen familj och kom tidigt att ägna sig åt bön och meditation. Hon hade hört om de kristna martyrerna i Rom och längtade efter att efterlikna dessa.
När Eulalia var 12 år sökte hon enligt hagiografin upp den romerske ståthållaren i Mérida (dåvarande Emerita Augusta) och bekände sin tro på Jesus Kristus. Romerska soldater började då att tortera flickan, bland annat genom att hugga med köttkrokar i hennes kropp. Hon kastades därefter naken ut på en gata. Hennes bröst blev bortskurna. Enligt en legend skall då snö ha fallit för att skyla hennes nakna sargade kropp. Slutligen brändes hon på bål. En vit duva uppenbarade sig från henne
På platsen för hennes gravvård i Mérida restes en basilika, La Basilica de Santa Eulalia, redan under kejsar Konstantin den Stores tid, på 300-talet, och var sedan dess ett pilgrimsmål. Omkring år 350 blev det populärtat att vörda Eulalia som martyr och helgon  Hon torde ha kanoniserats tidigt, innan noggrann helgondokumentation började föras och den heliga stolen övertog kanoniseringen från lokala kyrkoledare. Vad som uppges vara hennes reliker har emellertid flyttats runt i Spanien för att undkomma fientliga härar i samband med den muslimska närvaron, år 780 till Oviedo, där de förvaras idag.

## Dokument
Aurelius Prudentius (348-405) skrev en hyllningsdikt över Eulalia (jämte 13 andra helgon) i sin samling Peristephanon, Hymnus in honorem passionis Eulaliæ beatissimæ martyris.
Séquence de Sainte Eulalie är en hagiografi i 29 verser från omkring år 880, skriven på äldre franska (Langue d'oïl).

## Sammanblandning
Det finns även uppgifter om en Santa Julia av Mérida, som antas ha dött med Eulalia år 304 i Mérida, och också har minnesdag 10 december. Enligt traditionen ville hon följa Eulalia i dennas öde. Julia kan dock ha uppkommit genom en felläsning av Eulalia.
Santa Eulalia av Barcelona (290-303) kanoniserad 633 och med minnesdag 12 februari, har så många likheter i sin biografiska legend, att det har antagits att bägge dessa martyrer "Eulalia" är samma historiska person. Bland annat att de som 13-åringar protesterade mot kejsarens förföljelse hos guvernör Dacianus, blev dömda till hemska straff, misshandlades med köttkrokar, att en vit duva flög till himlen från deras kroppar vid dödens inträdande och att snö slutligen föll och täckte deras kroppar. Ángel Fábrega Grau publicerade 1958 en granskande analys, Santa Eulalia de Barcelona, revisión de un problema histórico. Även bollandisterna fann skäl till att de bägge helgonen var en och samma person. Se vidare ca:Duplicació de personalitat hagiogràfica. 
Det uppges att relikerna av Eulalia av Barcelona finns i Katedralen i Barcelona, som även bär hennes namn. Denna vördas som Barcelonas skyddhelgon.